# Nimona
Pour l'adaptation en film d'animation, voir Nimona (film d'animation).
Nimona est un roman graphique de science-fantasy du dessinateur américain N.D. Stevenson. L'histoire suit le personnage titre, un métamorphe qui rejoint le chevalier Ballister Blackheart dans ses plans pour détruire l'Institut, un organisme oppressif.
Stevenson commence à travailler sur Nimona alors qu'il fréquente le Maryland Institute College of Art (en) ; il revisite pour cela un personnage qu'il avait créé au lycée. Nimona est publiée en tant que bande dessinée en ligne de 2012 à 2014, initialement sur le réseau social Tumblr. L'histoire et le dessin se complexifient au fil du temps. Nimona est publiée sous forme imprimée en 2015. Elle a été traduite dans au moins 16 autres langues et adapté en livre audio. La version française est publiée par Dargaud en juin 2022.
Nimona est notamment récompensée par un Eisner Award, un Cybils Award (en) et un Cartoonist Studio Prize. Des critiques et des analyses académiques ont mis en évidence les thèmes de l'homosexualité et de la fluidité de genre, et comment ils s'opposent aux institutions traditionnelles de contrôle et en renversent les systèmes d'exclusion.
Un film d'animation du même nom est annoncé pour la première fois en 2015 par 20th Century Animation. La production du film par Blue Sky Studios est annulée après la fermeture du studio par The Walt Disney Company, mais le projet est récupéré par Annapurna Pictures, qui fait appel à DNEG Animation en tant que partenaire d'animation. Le film est sorti sur Netflix le 30 juin 2023 et a été salué par la critique.

## Développement et publication

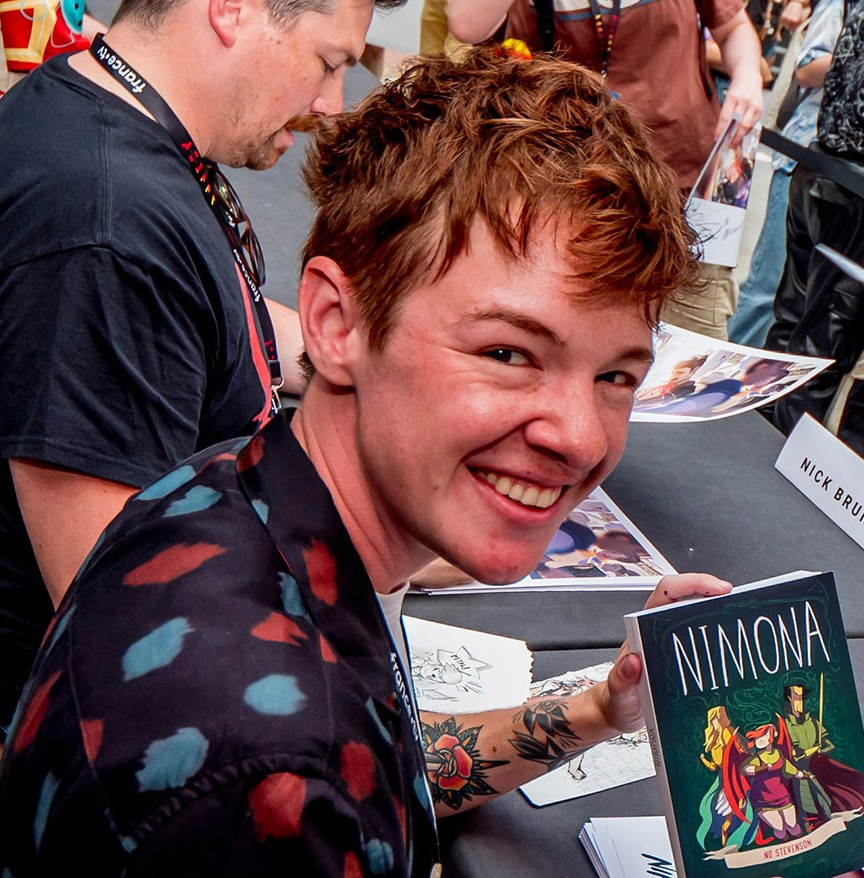
N.D. Stevenson, le créateur de Nimona, en 2023.

Dans un cours au Maryland Institute College of Art (en), N.D. Stevenson reçoit comme devoir la création d'un nouveau personnage et revisite une idée du lycée d'une femme métamorphe, en le combinant avec un personnage inspiré de Jeanne d'Arc qu'il dessinait à l'époque. Le look de Nimona était basé sur ses propres expériences de cosplay, Stevenson préférant se déguiser en personnages masculins plutôt qu'en personnages féminins, et voulait « faire un costume que les personnes qui ne voulaient pas particulièrement avoir l'air plantureuse ou sensuelle pourraient vouloir s'habiller ». D'autres personnages et une histoire sont créés alors que Stevenson revisite le concept plusieurs fois au cours de sa première année et reçoit finalement l'approbation pour que la bande dessinée constitue sa thèse principale.
Stevenson indique avoir été fasciné par le thème du changeforme, qu'il a découvert avec le personnage de Zam Wesell, une chasseuse de primes capable de changer d'apparence, dans le film Star Wars, épisode II : L'Attaque des clones. Peu avant de créer la série She-Ra et les princesses du pouvoir, Stevenson entame une campagne du jeu de rôle sur table Donjons et Dragons dans laquelle il interprète un personnage doté d'un pouvoir de téléportation qui a tendance à se mettre dans des situations risquées. Ce personnage lui inspire Glimmer dans She-Ra ainsi que le caractère imprudent de Nimona.
Stevenson publie initialement Nimona en ligne sur Tumblr,,. La bande dessinée commence comme une compilation d'une et deux pages. Stevenson confie qu'il n'avait aucune idée de ce qu'était Nimona quand il commence la série et que le projet était expérimental, mais qu'il a su très tôt comment cela se terminerait. Un agent le contacte peu de temps après la publication des premières pages, et il était encore à l'école lorsqu'il apprend que sa série avait été vendue Nimona à l'éditeur HarperCollins.
Le webcomic est publié de juin 2012 à septembre 2014. Stevenson décrit l'achèvement de Nimona comme à la fois satisfaisant et « un peu triste ». HarperCollins publie la bande dessinée terminée en tant que roman graphique pour jeunes adultes en mai 2015,,.
En août 2016, une version intégrale en livre audio de Nimona est publiée via Audible. Il présente le travail vocal de Rebecca Soler, Jonathan Davis, Marc Thompson, January LaVoy, Natalie Gold, Peter Bradbury et David Pittu.

## Analyse

### Queerness, identité et pouvoir stimulant
Des critiques et des analyses académiques présentent Nimona comme une représentation de l'identité, en particulier de l'identité fluide. La forme de Nimona est instable et indéfinissable, bien que Mihaela Precup estime que l'étrangeté de Nimona est principalement évoquée par des marqueurs linguistiques et des choix de mode. Precup note le « potentiel subversif d'un type spécifique de mignonnerie queer », tandis que James J. Donahue déclare que Nimona montre la fluidité de la construction de l'identité à un public de jeunes adultes à travers des moments stimulants. L'identité perçue de Ballister passe également d'un super-vilain à un héros, détournant les clichés autour du bien et du mal. La série est décrite comme promouvant des perspectives alternatives sur le genre et permettant aux lecteurs de se réconcilier avec leur propre identité,.
La nature monstrueuse de Nimona est discutée comme représentant la façon dont les institutions perçoivent l'homosexualité comme « l'autre ultime », menaçant la stabilité de la société. De multiples analyses ont considéré l'Institution comme un organisme persécutant l'homosexualité et établissant des idéologies hégémoniques et hétéronormatives par le biais de la violence structurelle. Nimona présente un potentiel pour remettre en question et abolir ces systèmes. Pour ces raisons, la série est comparée à La Légende de Korra et Steven Universe. Un article sur l'œuvre conclut qu'elle constitue un « effacement des frontières », en particulier en ce qui concerne les organisations sociales, les corps et les motivations qui permettent à ces institutions d'être sapées,.

### Prix
Nimona remporte un Prix Eisner, un Cybils Award (en) et un Cartoonist Studio Prize. L'œuvre est également nommée pour une autre Prix Eisner et un National Book Award,. L'édition cartonnée de Nimona devient un New York Times Best Seller.
| Année | Prix                      | Catégorie                  | Résultat   | Notes                                                                          | Références |
| ----- | ------------------------- | -------------------------- | ---------- | ------------------------------------------------------------------------------ | ---------- |
| 2012  | Cartoonist Studio Prize   | Best Web Comic             | Lauréat    |                                                                                | [ 16 ]     |
| 2015  | National Book Award       | Young People's Literature  | Nomination | Stevenson, à 23 ans, est possiblement le plus jeune nommé des NBA cette année. | ,          |
| 2015  | Cybils Award (en)         | Young Adult Graphic Novels | Lauréat    |                                                                                | [ 15 ]     |
| 2015  | Prix Eisner               | Best Digital/Webcomic      | Nomination |                                                                                | ,          |
| 2015  | Prix Andre-Norton         |                            | Nomination |                                                                                | [ 20 ]     |
| 2016  | Prix Eisner               | Best Graphic Album—Reprint | Lauréat    | Réimpression par Harper Teen                                                   | [ 14 ]     |
| 2016  | Festival d'Angoulême 2016 | Sélection officielle       | Nomination | Dargaud                                                                        | [ 21 ]     |

### Commentaires
Un article pour io9 classe Nimona comme l'un des « meilleurs nouveaux webcomics court de 2012 », tandis que Paste Magazine qualifie Nimona de meilleur webcomic de 2014. Un article pour CNN recommande particulièrement Nimona pour les lecteurs adolescents. Les critiques notent le cadre de la science-fiction mélangeant la magie et la technologie, et soulignent le conflit entre le code d'honneur de Blackheart et le désir de Nimona de tuer et de voler,,. Iain A. MacInnes, un chercheur qui se concentre sur la culture populaire et la jeunesse américaine, déclare que Nimona apporte une variation sur l'esthétique médiévale aux médias modernes.
L'œuvre a été décrite comme légère et sommaire comparée à celle de Kate Beaton, Eleanor Davis et Faith Erin Hicks,. Stevenson a produit Nimona une page à la fois, ce qui a entraîné un développement du style artistique au fil du temps ; un critique déclare que si l'art initial était « maladroit », un lecteur pouvait voir la technique de Stevenson s'améliorer au fur et à mesure du travail, qui devenait excellente au cinquième chapitre.

## Adaptations

### Film d'animation
En 2015, 20th Century Fox Animation acquiert les droits d'une adaptation pour un long métrage d'animation produit par sa filiale Blue Sky Studios avec Patrick Osborne à la réalisation et Marc Haimes à l'écriture du scénario,,.
En mai 2019, après l'acquisition de Fox par The Walt Disney Company, la sortie du film est repoussée de février 2020 à mars 2021 puis reportée à nouveau à janvier 2022,. En février 2021, Disney annonce la fermeture de Blue Sky Studios et l'annulation de l'adaptation cinématographique. Après son annulation et au milieu de la controverse sur l'implication de Disney dans le projet de loi "Don't Say Gay" de Floride, plusieurs anciens membres du personnel de Blue Sky déclarent que, lorsqu'il a été annulé, le film était « complet à 75% » et qu'il devait inclure un baiser homosexuel et des mots d'amour entre Blackheart et Goldenloin. Le personnel déclare également qu'ils avaient reçu un refus de la direction de Disney centré sur les thèmes LGBT du film,,,.
Le 11 avril 2022, il est annoncé que le film est récupéré par Netflix et Annapurna Pictures avec DNEG Animation en tant que studio d'animation et une date de sortie le 30 juin 2023. Nick Bruno et Troy Quane sont les nouveaux réalisateurs du film, ayant travaillé sur le projet depuis 2020, avec Robert L. Baird et Lloyd Taylor réécrivant le scénario et Chloë Grace Moretz et Riz Ahmed revenant à la voix de Nimona et Ballister Blackheart, rebaptisé « Boldheart », et Eugene Lee Yang dans le rôle d'Ambrosius Goldenloin.

### Livre audio
Une adaptation de Nimona en un livre audio en anglais est entamée en 2016, avec un ensemble d'acteurs et d'actrices pour incarner les différents personnages.  Le livre audio concourt pour le prix de l'Odyssey Award for Excellence in Audiobook Production en 2017 ; il ne le remporte pas, mais fait partie des trois autres livres audio distingués par des "Honneurs".